# World of Disney

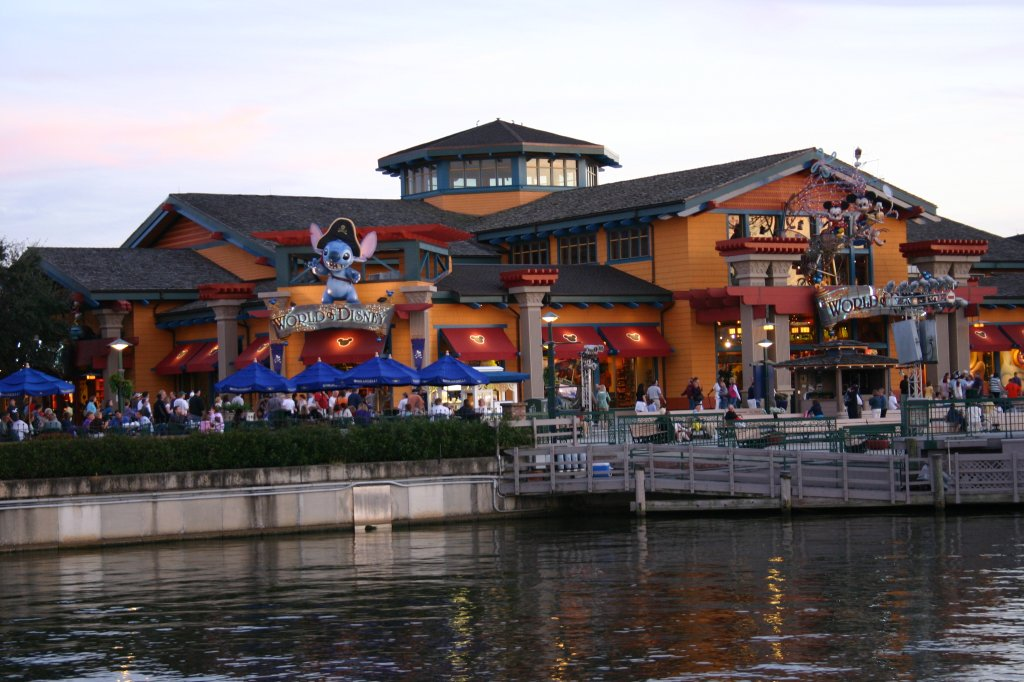
Un negozio World of Disney in Florida

World of Disney è una catena di negozi controllata e gestita dalla Walt Disney Company di Burbank, California, USA. Questa catena ha rimpiazzato la catena Disney Store, ceduta ad un'altra società, con l'obiettivo di aprire negozi in pochi punti strategici nel mondo.
Il primo negozio World of Disney fu costruito nel complesso Downtown Disney come parte del Walt Disney World ad Orlando (Florida), USA nel 1998. Su un solo piano, ma con una superficie di 4,000 m², il negozio fu ideato come un'unica speciale versione della catena internazionale conosciuta come Disney Stores, che vendeva articoli della Disney in varie parti del mondo. Visto che normalmente i Disney Stores sono piuttosto piccoli, i visitatori abituali di questi negozi non si sarebbero sentiti a loro agio tra l'immensa folla di Downtown Disney. Perciò gli Imagineers Disney crearono un negozio che contenesse anche vere e proprie opere artistiche, proprio come se fosse una delle tante attrazioni di uno dei loro parchi a tema. In un normalissimo giorno feriale, il negozio riesce a raggiungere la cifra di 10.000 articoli venduti.
Il secondo negozio World of Disney aprì a Downtown Disney nel Disneyland Resort, Anaheim, California, USA nel 2001. Questo negozio è però più piccolo del suo omonimo in Florida. Il 5 ottobre 2004, la Walt Disney Company aprì il suo primo negozio World of Disney fuori da un parco a tema a New York, New York, USA, sulla Fifth Avenue. Sebbene costruito su tre piani, anche questo negozio risulta essere più piccolo. Questo negozio fu chiuso il 31 dicembre 2009, e gli interni furono smantellati il 4 gennaio 2010 per permettere la costruzione di un tradizionale Disney Store a Times Square, inaugurato nell'autunno del 2010, nella precedente location del Virgin Megastore.
La Disney ha pianificato l'espansione della catena in due dei suoi resort internazionali: il 12 luglio 2012 è stato aperto il World of Disney presso il complesso Disney Village a Disneyland Resort Paris. Nell'area Ikspiari a Tokyo Disney Resort verrà invece convertito l'attuale Disney Store.